# Bukut
Bukut is een bestuurslaag in het regentschap Gayo Lues van de provincie Atjeh, Indonesië. Bukut telt 263 inwoners (volkstelling 2010).